# Friendship Is a Touchy Subject
Friendship Is A Touchy Subject är det första musikalbumet från bandet We the Kings. Det släpptes 2005.

## Låtlista
1. Armor Of Hope
2. It's Beautiful After The End
3. Part Of Me
4. Interlude (Dance Remix)
5. This Is Our Town
6. Friendship Is A Touchy Subject
7. A Hollywood Ending
8. The Distance That Killed Us
9. We Are All The Same